# Škržno črevo
Škržno črevo (branhialni ali faringealni aparat) je v embrionalnem razvoju kranialni del prednjega črevesa med stomatofaringealno membrano in izhodiščem zasnove za dihala. .

## Deli
Škržno črevo je predel od žrelne membrane prednjega črevesa do zasnove za dihala.
Škržno črevo sestoji iz:
- škržnih žepov,
- škržnih brazd,
- škržnih lokov in
- škržnih membran.

## Razvoj
Iz škržnega črevesa se razvijejo različne strukture obraza in vratu, ščitnica, del možganskega priveska in del dihalne poti. Ustna jamica (stomodeum) se pojavi v površinskem ektodermu in predstavlja na koncu
4. tedna center obraza. Ustno jamico loči od primitivnega žrela žrelna (orofaringealna, bukofaringealna) membrana. Žrelna membrana se pojavi v 3. tednu razvoja zarodka in jo tvori ektoderm zunaj in endoderm znotraj.
Žrelna mebrana izgine 26. dan po oploditvi. V četrtem in petem tednu se pojavi na
škržnem črevesu pet škržnih žepov, nasproti škržnim žepom so štiri škržne brazde, med škržnimi žepi in brazdami pa je pet škržnih lokov.